# Thymoites peruanus
Thymoites peruanus är en spindelart som först beskrevs av Eugen von Keyserling 1886.  Thymoites peruanus ingår i släktet Thymoites och familjen klotspindlar.
Artens utbredningsområde är Peru. Inga underarter finns listade i Catalogue of Life.